# Jean-Baptiste Corot

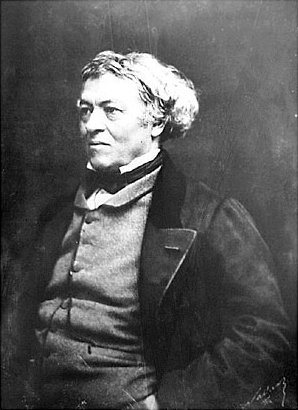
Portret van Jean-Baptiste Camille Corot door Nadar

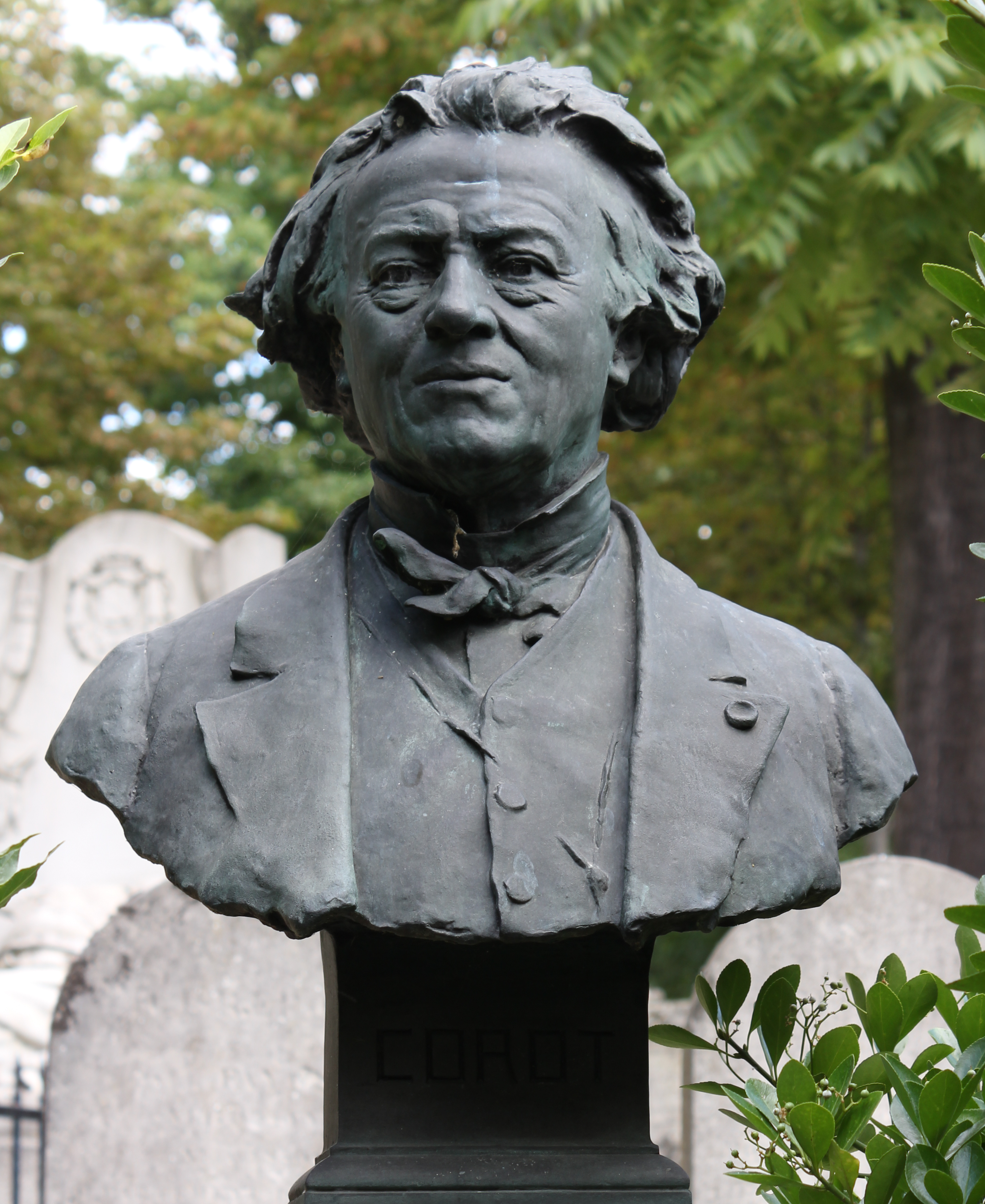
Buste van Corot op diens graf

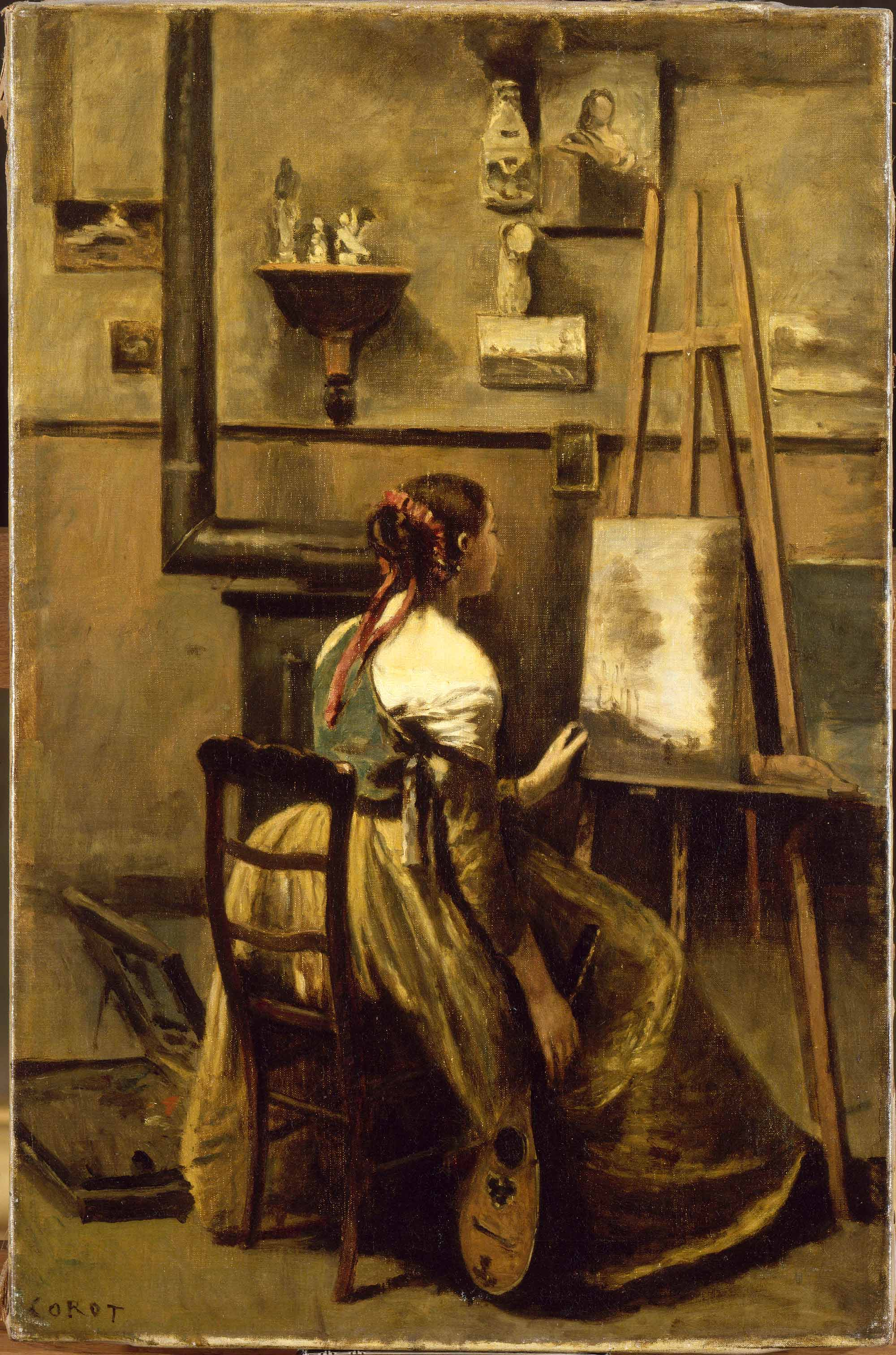
Atelier, 1865-1873 (63 × 42 cm), Louvre, Parijs

Jean-Baptiste Camille Corot (Parijs, 16 juli 1796 – aldaar, 22 februari 1875) was een Franse kunstschilder. Hij was een overgangsfiguur tussen de klassieke en de moderne schilderkunst. Hij is vooral bekend voor zijn landschappen en wordt gezien als een voorloper van de landschapsschilderijen van de impressionisten.

## Biografie
Corot werd geboren in een welgesteld milieu. Zijn vader was pruikenmaker en had een lakenhandel, terwijl zijn moeder een modistenwinkeltje had. De zoon was aldus voor de handel bestemd.
Toen Corot 26 jaar was, gaf hij zijn handelsloopbaan op en koos voor het beroep van schilder. Van zijn ouders kreeg hij een bescheiden jaarlijkse toelage van 1.500 francs. Hij kreeg in zijn jonge jaren een klassieke vorming bij Achille Etna Michallon, winnaar van de eerste Prix de Rome in 1817, en bij Jean-Victor Bertin, waar de barokke souvenirs aan Nicolas Poussin nog meeleefden. Toch zette hij zijn volgeling aan in de natuur te gaan werken.
Na zijn Parijse opleiding, in 1825, begon hij uitgebreid te reizen, door Frankrijk, Zwitserland, Nederland, Engeland en Italië. Vooral zijn verblijven in Italië (in 1825-1826, 1834 en 1843) waren bepalend in zijn vorming. Vanaf het begin had het schilderen van landschappen zijn voorkeur. Aan het begin van zijn loopbaan maakte Corot veel studies in de vrije natuur in de omgeving van Rouen en Parijs, in het Forêt de Fontainebleau en van Ville-d'Avray, waar zijn ouders een buitenhuis bezaten.
In 1827 werd een eerste schilderij van Corot toegelaten tot de Parijse salon en in 1833 viel een groot landschap van hem in de prijzen op de Salon. Ondanks deze eerste succesen duurde het tot halfweg de jaren 1840 voor Corot voldoende succes kende om van zijn schilderkunst te kunnen leven. Vanaf de jaren 1850 kende Corot groot succes en officiële waardering.
Men had grote waardering voor hem als schilder én als mens; hij hielp zijn collega's waar hij kon. Voor een van zijn tijdgenoten, Gustave Courbet, had Corot een onbeperkte waardering. Charles Baudelaire omschreef het werk van Corot als "mirakel van het hart en van de geest". Over het realisme van Corot zei Jean-François Millet: "Dat is eindelijk het spontaan gevonden schilderen". Corot trouwde nooit en legde zich volledig toe op de schilderkunst.

## Thema's en stijl
Corot kan men niet plaatsen binnen één bepaalde school. Hij was geen echte romanticus, zoals de schilders van de School van Barbizon met wie hij goed bevriend was. Een tijd lang ging hij in Barbizon werken. Hij bleef echter trouw aan de traditie van het classicisme. Onder invloed van Lorrain en het landschap van Italië koos hij voor klassieke vormen. Nieuw waren echter het poëtische element en de grote natuurlijkheid die hij zijn landschappen meegaf. Hij idealiseerde de landarbeiders niet, zoals Millet en Courbet dat deden, en hield zich ook buiten de ideologische discussies.
Corot verdeelde zijn tijd tussen het schetsmatig schilderen in open lucht in de lente en de zomer en het uitwerken van grote schilderijen in zijn atelier tijdens de wintermaanden. Menselijke figuren vormden in zijn landschappen enkel een bijzaak.
Om in de Salons te exposeren richtte hij zich, naast zijn beroemde landschappen, op mythologische, literaire en religieuze thema's. Hier kan hij dan weer teruggrijpen naar een romantische en klassieke weergave, met toch het impressionistische gevoel voor de kleur en het licht. Hierbij worden De Heilige Hieronymus (1837), De Sileen (1838) of Homerus en de herders (1845) gerekend. In de laatste twintig jaar van zijn leven ging Corot ook over tot figuurschilderen, maar deze werken stelde hij niet tentoon.

### Wegbereider voor het impressionisme
Zijn Haven van La Rochelle (1851) en Herinnering aan Mortefontaine (1864) tonen aan hoe Corot kan gezien worden als een van de voornaamste wegbereiders voor de impressionisten, hoewel hij zijn thema nooit oploste in het licht. Vooral Trouillebert volgde hem. Door zijn wijze van werken oefende hij ook grote invloed uit op Camille Pissarro en Claude Monet. Alhoewel hard aangedrongen werd, nam hij niet deel aan de tentoonstellingen van de impressionisten.

## Werken
Meer dan 3.000 schilderijen worden aan Corot toegeschreven. Daarnaast zijn er ook nog eens ongeveer 600 tekeningen in potlood of houtskool. De eerste catalogue raisonné van het oeuvre van Corot werd samengesteld door Alfred Robaut (1905) en werd later aangevuld door Étienne Moreau-Nélaton. Hierin werden ongeveer 2.500 schilderijen beschreven.
Zijn kleine olieschetsen gemaakt in open lucht genieten evenveel waardering als zijn grote en meer uitgewerkte studiowerken.

### Werk in openbare collecties (selectie)
- Museu Calouste Gulbenkian, Lissabon
- National Gallery of Art, Londen[6]
- Rijksmuseum Amsterdam, Amsterdam[7]
- Musée d’Art et d’Histoire (Genève)[8]
- Louvre, Parijs[9]
- Philadelphia Museum of Art, Verenigde Staten[10]

### Vervalsingen
Ondanks zijn grote productie kon Corot de vraag naar zijn werk niet bijhouden. Al bij leven verschenen er vervalsingen van zijn werk. Het ging daarbij enerzijds om werk van tijdgenoten die werkten in een gelijkaardige stijl of gelijkaardige onderwerpen gebruikten. Hierbij werd soms de handtekening van de oorspronkelijke kunstenaar gewist om het werk als een ongetekende Corot te kunnen verkopen. Anderzijds kwamen ook kopieën van het werk van Corot op de markt, uitgevoerd door zijn leerlingen of door vrienden uit Arras, waar Corot in de laatste jaren van zijn leven vaak verbleef. Ook na de dood van de kunstenaar bleven vervalsers aan het werk. Bij een vervalser in België werden in 1888 235 schilderijen in beslag genomen. Studenten aan kunstopleidingen, waaronder Fernand Léger, schilderden rond de eeuwwisseling Corots als bijverdienste. De handtekening van Corot, zijn achternaam in hoofdletters, was bovendien gemakkelijk na te maken.
Naast de 2.500 tot 3.000 schilderijen die worden erkend als authentieke Corots zijn er ongeveer 11.000 werken die aan hem werden toegeschreven en die het label vals of twijfelachtig kregen. Talrijke musea, waaronder het Louvre, het Art Institute of Chicago, het Philadelphia Museum of Art en het British Musem, hebben in hun depots schilderijen die ooit aan Corot werden toegeschreven.

### Galerij

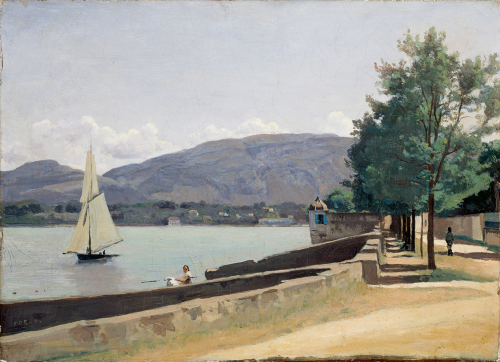
Le Quai des Pâquis à Genève, 1842, Musée d'art et d'histoire, Genève
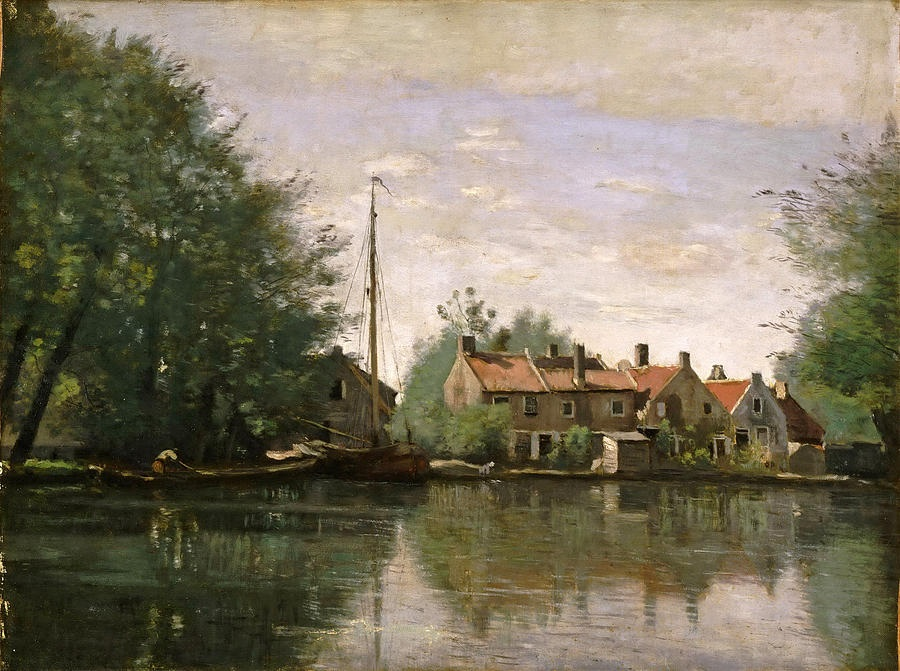
Gezicht in Holland, circa 1850, Philadelphia Museum of Art, Philadelphia
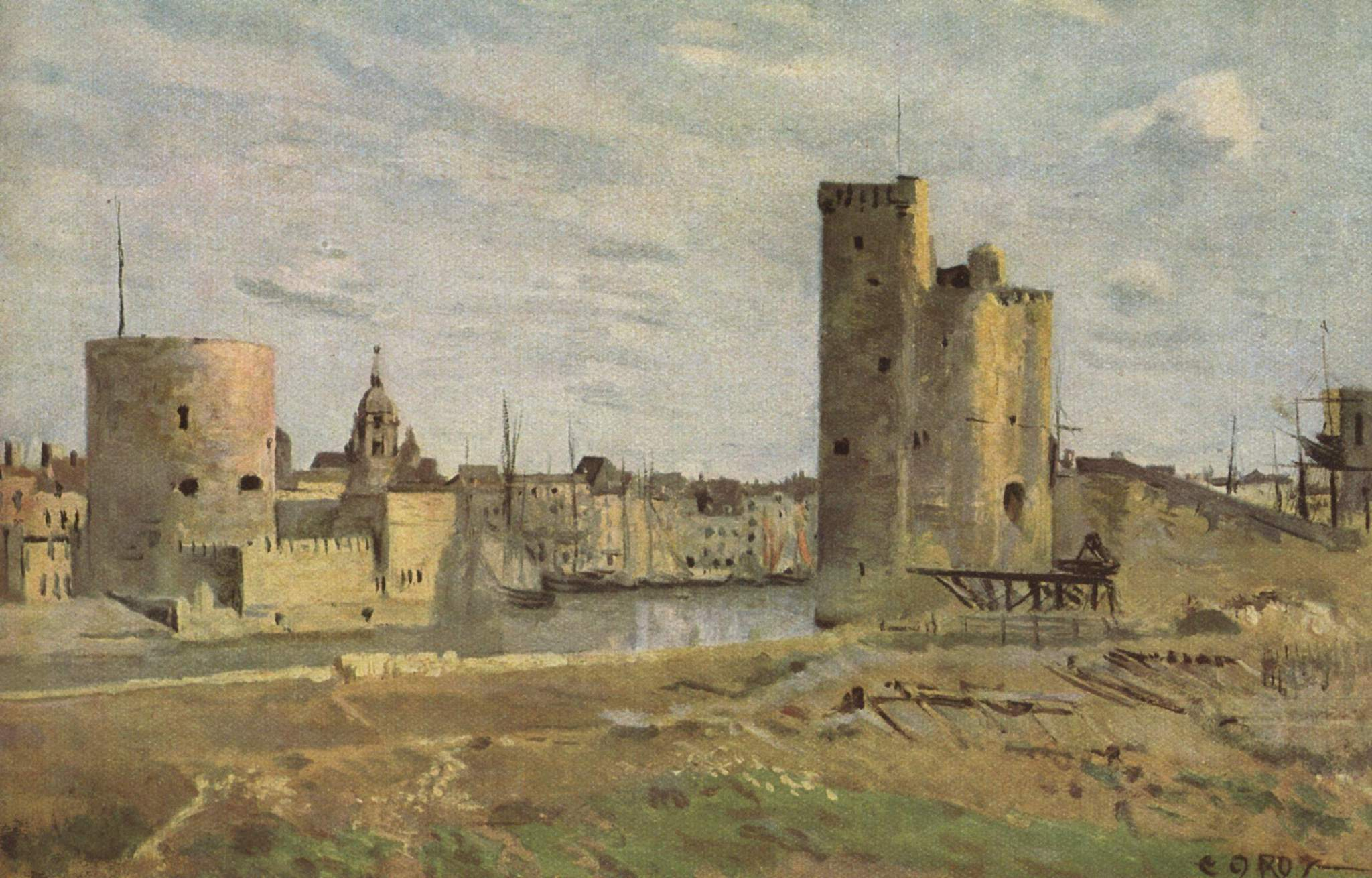
Haven van La Rochelle, 1851
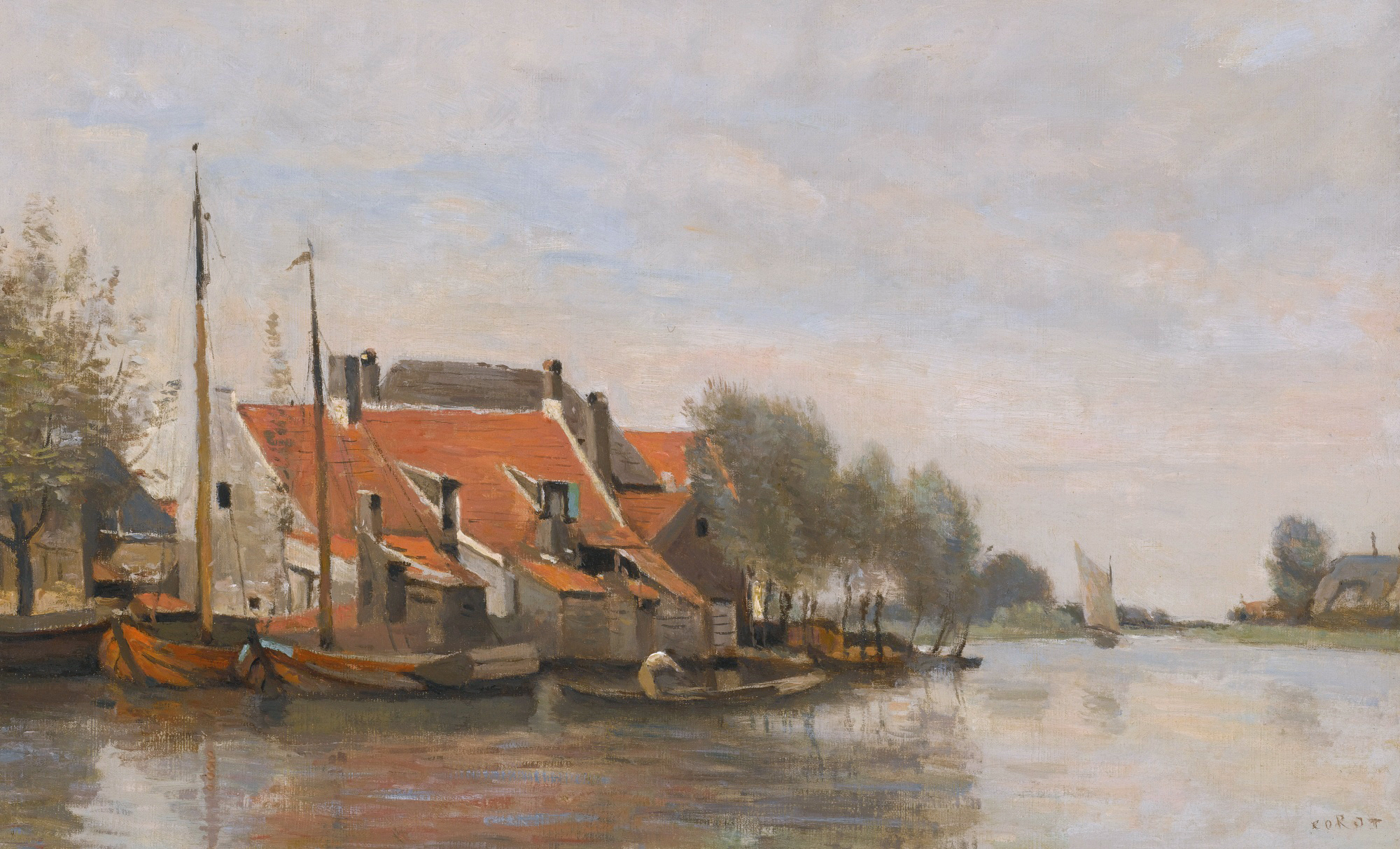
Huisjes langs een kanaal in de buurt van Rotterdam, 1854
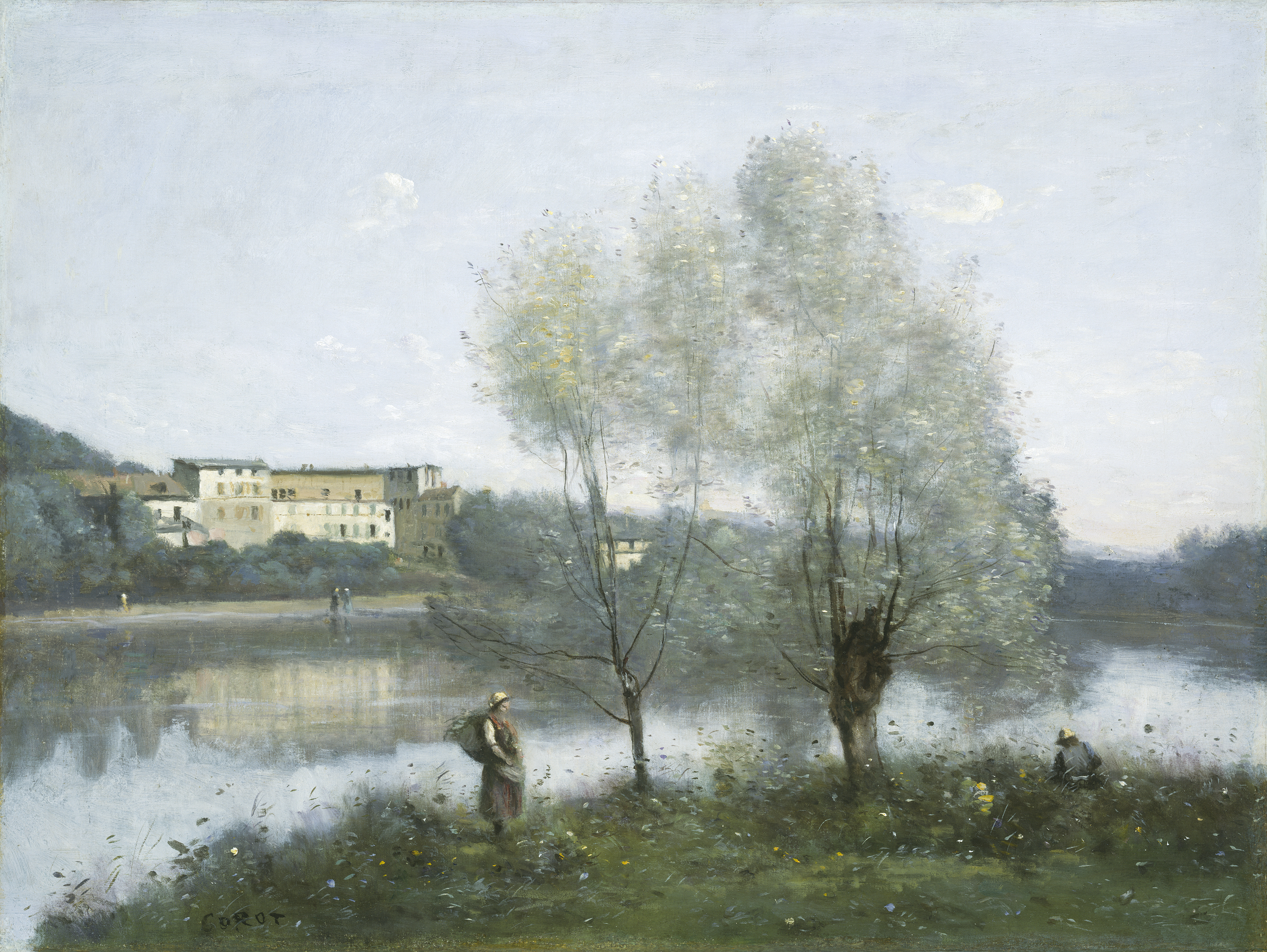
L'étang de Ville-d'Avray, 1867, Musée des Beaux-Arts, Rouen
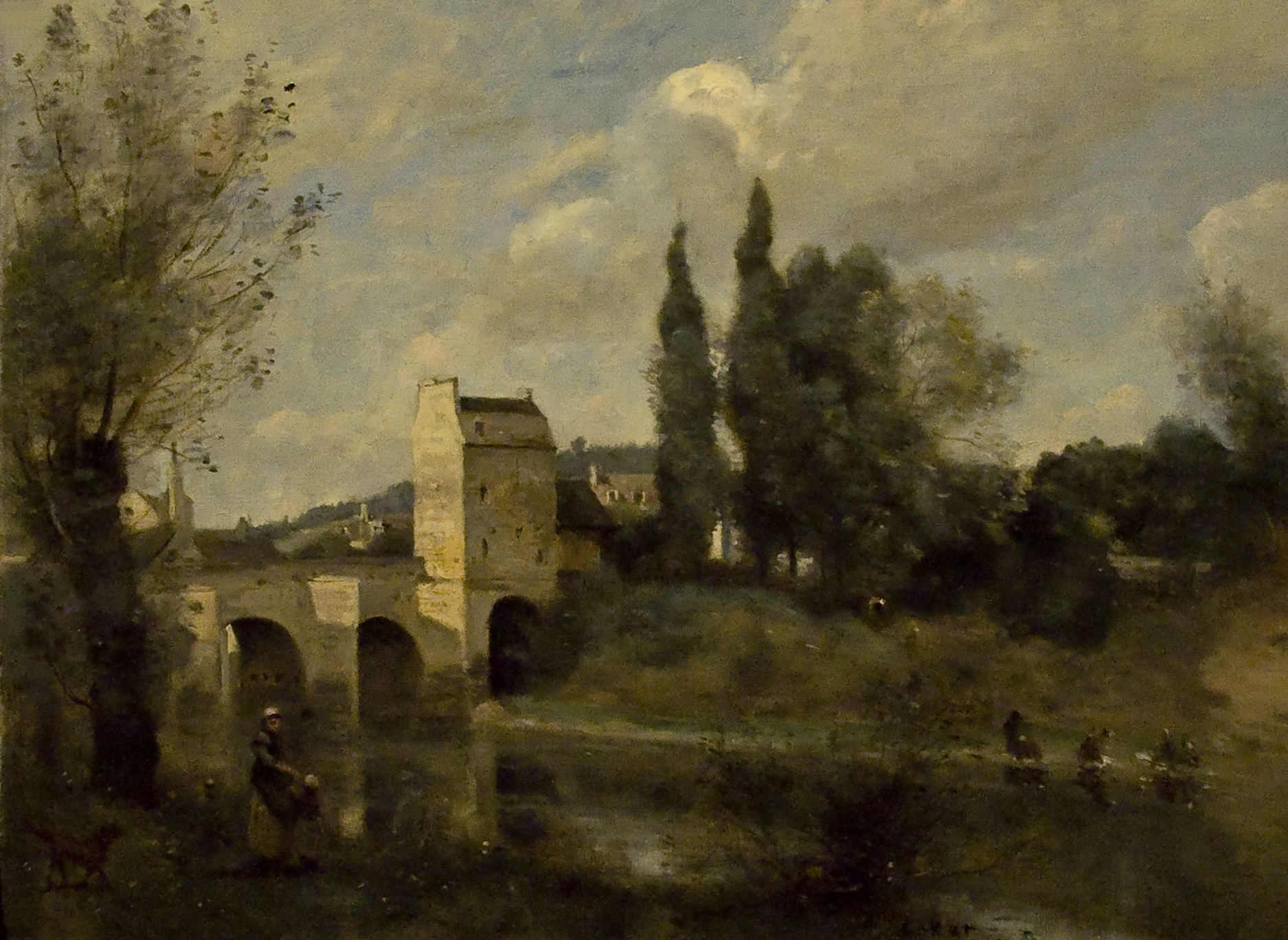
Een brug te Mantes, 1868-1870, Museu Calouste Gulbenkian, Lissabon

## Eerbewijzen
In 1846 werd Corot ridder in het Legioen van Eer en in 1867 werd hij ook officier in het Legioen van Eer. Op de Wereldtentoonstelling van 1855 won hij de medaille eerste klasse voor schilderen.
- Auckland Art Gallery Toi o Tāmaki: 2651
- Art Gallery of South Australia: 3092
- Bibsys: 90236890
- Biblioteca Nacional de Chile: 000068109
- Biblioteca Nacional de España: XX992440
- Bibliothèque nationale de France: cb12001264g (data)
- Catàleg d'autoritats de noms i títols de Catalunya: 981058511942106706
- CiNii: DA01088299
- Gemeinsame Normdatei: 118522256
- Historisch woordenboek van Zwitserland: 022192
- International Standard Name Identifier: 0000 0001 2118 5305
- KulturNav: 29d3a2c4-da23-498c-a88c-26a955744182
- Library of Congress Control Number: n50020661
- Nationale Bibliotheek van Letland: 000203140
- Base Léonore: LH//594/20
- MusicBrainz: 148cdc5f-2538-46cf-b5b7-f40183ec06d9
- Bibliotheek van het Japanse parlement: 00436678
- National Gallery of Victoria: 899
- Nationale Bibliotheek van Tsjechië: jn20000700329
- Nationale bibliotheek van Australië: 35031301
- Nationale Bibliotheek van Israël: 987007462726405171
- Nationale Bibliotheek van Polen: a0000001214199
- Nationale en Universitaire bibliotheek Zagreb: 000036024
- Nederlandse Thesaurus van Auteursnamen: 069497230
- PIC: 13188
- RKD-Nederlands Instituut voor Kunstgeschiedenis: 18465
- Istituto Centrale per il Catalogo Unico: SBLV085023
- LIBRIS: 182267
- SIKART: 4023342
- SNAC: w6dj5h1m
- Système universitaire de documentation: 027286517
- Museum of New Zealand Te Papa Tongarewa: 502
- Trove: 804088
- Union List of Artist Names: 500115390
- Virtual International Authority File: 4940255
- WorldCat: E39PBJp9q8bXdBxDTrhrGTVV4q